# Capelle & Partner
Capelle & Partner ist das größte nauruische Privatunternehmen. Es hat seinen Hauptsitz in Ewa. Vorsitzender des Unternehmens ist Sean Oppenheimer.
Capelle & Partner ist in einem zweistöckigen Gebäude untergebracht und verkauft dort Lebensmittel, Souvenirs, Modeartikel, Sportartikel, elektronische Geräte und Bücher. Das Unternehmen vergibt in Kooperation mit der Fischereigesellschaft NFRMA Erlaubnisse für die Fischerei in Nauru und verleiht Boote. Des Weiteren ist Capelle & Partner Sponsor der Nauru Mini Football Federation (NMFF) und des Nauruischen Olympischen Komitees (NNOC).
Koordinaten: 0° 30′ 13,1″ S, 166° 56′ 18,4″ O